# Swingtown
Swingtown è una serie televisiva statunitense del 2008, creata da Mike Kelley per la CBS.

## Trama
La serie tratta dell'impatto della rivoluzione sessuale e sociale degli anni settanta all'interno di una comunità di famiglie della provincia americana.

## Episodi
| Stagione       | Episodi | Prima TV USA | Prima TV Italia |
| -------------- | ------- | ------------ | --------------- |
| Prima stagione | 13      | 2008         | 2009            |

L'ultimo episodio è andato in onda il 5 settembre 2008. L'annuncio della cancellazione della serie, per via dei bassi risultati d'ascolto, è stato reso ufficiale il 14 gennaio 2009.

## Programmazione
Swingtown è stata trasmessa per la prima volta il 5 giugno 2008 dalla CBS. La serie è stata trasmessa anche da Global in Canada, ITV3 nel Regno Unito, Network Ten in Australia, Warner Channel in America del Sud e da Universal Channel in Polonia e Romania.
In Italia la serie è stata interamente trasmessa in prima tv assoluta dal canale gratuito del digitale terrestre Rai 4 dal 5 maggio 2009 al 16 giugno 2009, e in chiaro dal canale Rai 2 a partire dal 16 luglio 2009.